# Alfusainey Jatta
Alfusainey Jatta (Abuko, 5 agosto 1999) è un calciatore gambiano, centrocampista dell'RFS Riga.

## Carriera
Cresciuto calcisticamente in patria nel Fortune FC, agli inizi del 2019 approda in Europa ai cechi del Vyškov, che il 10 gennaio seguente lo cedono in prestito al North Texas in USL League One. Rientrato alla base, nel gennaio 2020 viene acquistato a titolo definitivo dal Pinzgau Saalfelden. Dopo aver trascorso circa un anno nelle serie minori del calcio austriaco, il 6 febbraio 2021 si trasferisce ai lettoni dell'RFS Riga, con i quali dopo aver vinto un campionato ed una coppa nazionale lettone l'anno successivo esordisce anche nelle competizioni UEFA per club, giocando una partita nei turni preliminari di Champions League e quattro partite in quelli di Conference League, oltre a tre partite nella fase a gironi del medesimo torneo continentale.

## Statistiche

### Presenze e reti nei club
Statistiche aggiornate al 12 novembre 2022.
| Stagione        | Squadra            | Campionato      | Campionato | Campionato | Coppe nazionali | Coppe nazionali | Coppe nazionali | Coppe continentali | Coppe continentali | Coppe continentali | Altre coppe | Altre coppe | Altre coppe | Totale | Totale |
| Stagione        | Squadra            | Comp            | Pres       | Reti       | Comp            | Pres            | Reti            | Comp               | Pres               | Reti               | Comp        | Pres        | Reti        | Pres   | Reti   |
| --------------- | ------------------ | --------------- | ---------- | ---------- | --------------- | --------------- | --------------- | ------------------ | ------------------ | ------------------ | ----------- | ----------- | ----------- | ------ | ------ |
| 2019            | North Texas        | USL1            | 25+2       | 0          |                 | -               | -               |                    | -                  | -                  |             | -           | -           | 27     | 0      |
| 2020-feb. 2021  | Pinzgau Saalfelden | RL              | 11         | 3          |                 | -               | -               |                    | -                  | -                  |             | -           | -           | 11     | 3      |
| 2021            | RFS Riga           | VL              | 2          | 0          | CL              | 3               | 0               | UECL               | 0                  | 0                  |             | -           | -           | 5      | 0      |
| 2022            | RFS Riga           | VL              | 28         | 4          | CL              | 3               | 0               | UCL+UECL           | 1+7                | 0                  |             | -           | -           | 39     | 4      |
| Totale Riga     | Totale Riga        | Totale Riga     | 30         | 4          |                 | 6               | 0               |                    | 8                  | 0                  |             | -           | -           | 44     | 4      |
| Totale carriera | Totale carriera    | Totale carriera | 68         | 5          |                 | 6               | 0               |                    | 8                  | 0                  |             | -           | -           | 79     | 5      |

## Palmarès

### Club

#### Competizioni nazionali
- USL League One: 1

North Texas: 2019
- Campionato lettone: 3

RFS Riga: 2021, 2023, 2024
- Coppa di Lettonia: 1

RFS Riga: 2021, 2024